# Каменское (Московская область)
Ка́менское — село в Наро-Фоминском районе Московской области России, на реке Наре. Относится к Атепцевскому сельскому поселению. Носит почётное звание «Населённый пункт воинской доблести». До 2006 года — центр Каменского сельского округа.
Впервые упоминается в 1325 году в духовной грамоте Ивана Калиты. В XIV веке было стратегически важным населённым пунктом на границе Московского княжества и являлось собственностью московских князей. Гипотеза о наличии в то время в Каменском каких-либо укреплений до настоящего времени археологически и документально не подтверждена. К XV веку границы княжества расширяются, село оказывается в глубине его территории, теряет оборонное значение и исчезает из княжеских грамот. Дальнейшая история села прослеживается только начиная с XVII века. В 1612 году Каменское находится во владении Архангельского собора, в нём оно оставалось до 1764 года.

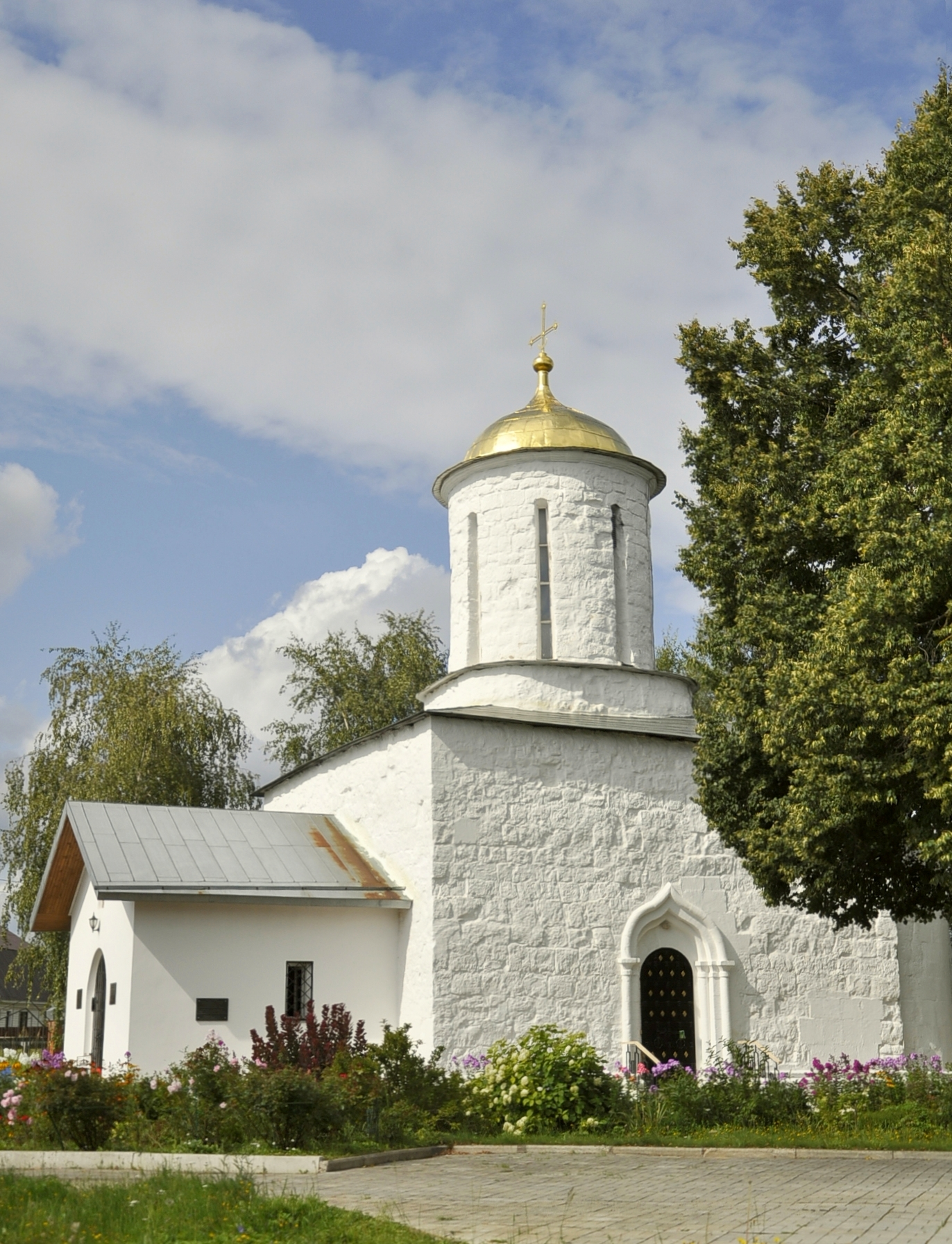
Никольский храм

В селе — один из древнейших сохранившихся в Подмосковье храмов — белокаменная Никольская церковь (XIV век) — памятник архитектуры федерального значения.
В 2019 году селу присвоено почётное звание Московской области «Населённый пункт воинской доблести».

## Население
| 2002 | 2006  | 2010  |
| ---- | ----- | ----- |
| 1520 | ↘1274 | ↘1253 |